# Skiarena Silbersattel

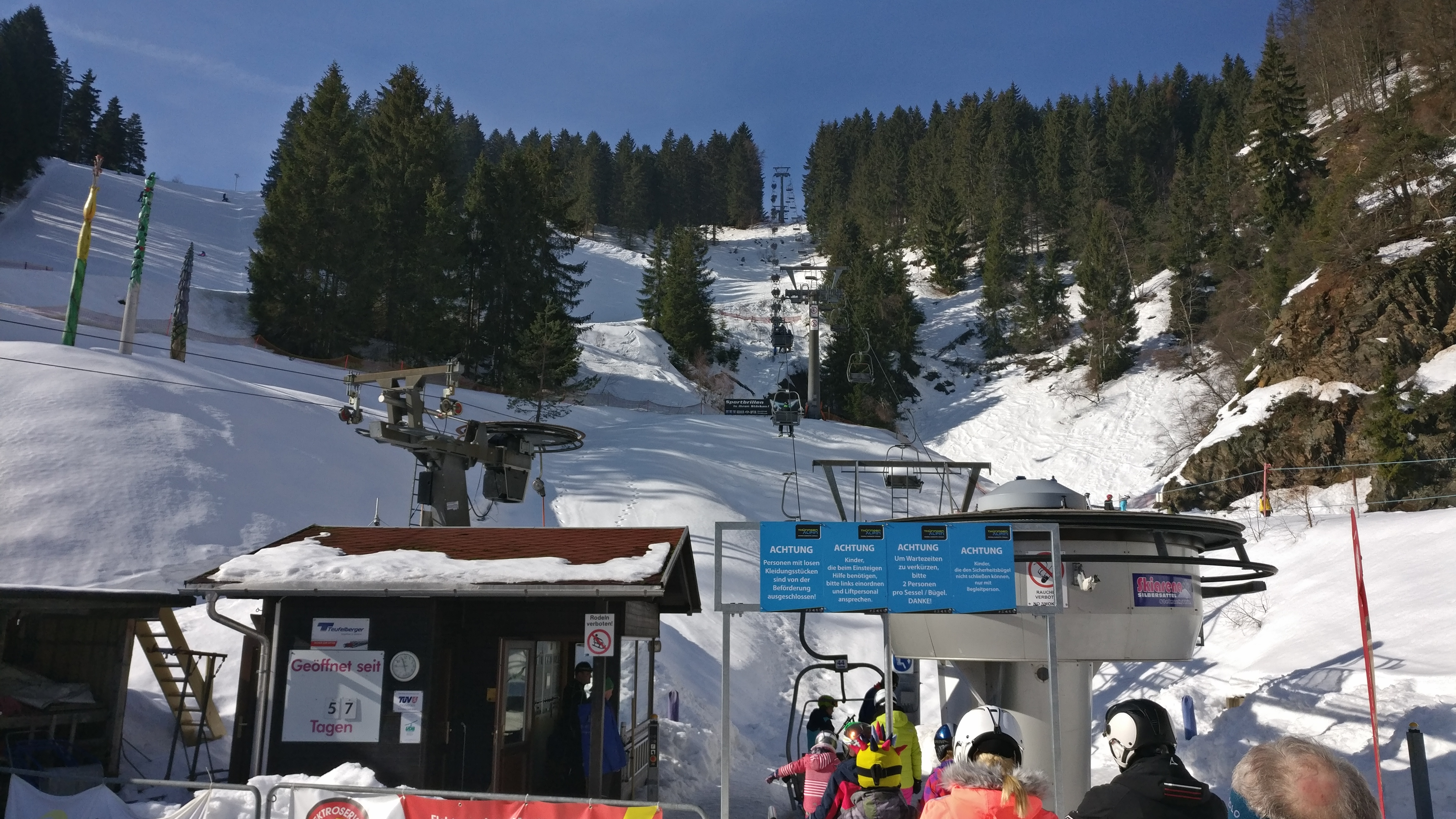
Doppelsessellift (rechts) und Piste an der Mittelstation der Skiarena Silbersattel

Die Skiarena Silbersattel ist ein Skigebiet in Thüringen. Es umfasst etwa 65.000 m².

## Lage
Es befindet sich nahe der Ortschaft Steinach (Thüringen) auf dem 842 m hohen Fellberg auf einer Höhe zwischen 590 m und 840 m. Errichtet wurde es 1999 und gilt ob seiner Lage als relativ schneesicher.

## Abfahrten
Im Skigebiet befinden sich Abfahrten aller Schwierigkeitsstufen mit einer Gesamtlänge von ca. 4,5 km. Zur Personenbeförderung existieren eine Doppelsesselbahn, zwei Schlepplifte und ein Babylift. Somit ist die Skiarena Silbersattel die größte ihrer Art in Thüringen und bietet gleichzeitig mit 80 % Neigung die steilste Piste des Freistaats. Flutlichtanlagen gestatten das Ski- und Snowboardfahren auch am Abend. Um den Parkplatz existieren zudem Loipen und Skiwanderwege.